# Walking Out
«Walking Out» es una canción de la cantante armenia Srbuk, lanzada el 10 de marzo de 2019. Representó a Armenia en el Festival de la Canción de Eurovisión 2019 celebrado en la ciudad de Tel Aviv en Israel. Fue compuesta por Lost Capital y tokionine, la canción fue escrita por Garik Papoyan, quien anteriormente ya había creado la letra de "Not Alone" del cantautor Aram Mp3, quien representó a Armenia en la edición de 2014 de Eurovisión.

## Festival de Eurovisión 2019
La canción fue interpretada durante la primera semifinal del evento, el 16 de mayo de 2019, celebrado en la ciudad de Tel Aviv en Israel, pero no logró avanzar a la final. Posteriormente, los resultados del evento demostraron que la canción obtuvo 49 puntos en total, obteniendo el 16° puesto de entre 18 canciones, convirtiéndose en el peor resultado para el país en el certamente anual.

## Lista de canciones
| Descarga digital |               |          |  |
| N.º              | Título        | Duración |  |
| 1.               | «Walking Out» | 2:56     |  |

| Descarga digital |                             |          |  |
| N.º              | Título                      | Duración |  |
| 1.               | «Walking Out» (Piano Cover) | 4:09     |  |

| Descarga digital |                                    |          |  |
| N.º              | Título                             | Duración |  |
| 1.               | «Walking Out» (Going Deeper Remix) | 3:08     |  |